# Wassili Piwzow
Wassili Talgatowitsch Piwzow (russisch Василий Талгатович Пивцов; engl. Schreibweise Vassili Pivtsov; * 16. August 1975 in Alma-Ata, Kasachische SSR) ist ein kasachischer Bergsteiger. Gemeinsam mit Maksut Schumajew hat er alle Achttausender bestiegen.
Die beiden sind die 26. und 27. Bergsteiger, die dies schafften. Piwzow versuchte, alle Berge ohne Flaschensauerstoff zu besteigen. Am Mount Everest musste er jedoch aus gesundheitlichen Gründen darauf zurückgreifen; die anderen Berge bestieg er ohne. Schumajew kam auf allen Gipfeln ohne zusätzlichen Sauerstoff aus. Den Gipfel des K2 als seinen 14. und letzten Achttausender erreichte er am 23. August 2011, am selben Tag wie Schumajew, Dariusz Załuski und Gerlinde Kaltenbrunner.

## Achttausender-Besteigungen
1. 13. August 2001: Hidden Peak[3]
2. 2001: Gasherbrum II[4]
3. 13. Mai 2002: Kangchendzönga[5]
4. 25. Oktober 2002: Shishapangma[6]
5. 17. Juni 2003: Nanga Parbat[7]
6. 18. Juli 2003: Broad Peak[4]
7. Mai 2004: Makalu[4]
8. Mai 2005: Cho Oyu[4]
9. 2. Mai 2006: Dhaulagiri[8]
10. 19. Mai 2006: Annapurna[8]
11. 30. April 2007: Mount Everest[9]
12. 3. Oktober 2008: Manaslu[8]
13. 16. Mai 2010: Lhotse[10]
14. 23. August 2011: K2[11]